# Hitzkirch
Hitzkirch is een gemeente en plaats in het Zwitserse kanton Luzern.
Hitzkirch telde 5.959 inwoners op 31 december 2021.

## Geschiedenis
Hitzkirch maakte deel uit van het district Hochdorf tot op 1 januari 2008 de districten van Luzern werden afgeschaft.
Op 1 januari 2009 werden de gemeenten Gelfingen, Hämikon, Mosen, Müswangen, Retschwil en Sulz opgeheven en werden de plaatsen opgenomen inde gemeente Hitzkirch.